# آب‌نبات ترش
«آب‌نبات ترش» (به انگلیسی: Sour Candy) ترانه‌ای از خواننده آمریکایی لیدی گاگا و گروه دخترانه کره‌ای بلک پینک است. این ترانه با فرمت دانلود دیجیتال و استریمینگ به‌عنوان تک‌آهنگ تبلیغاتی ششمین آلبوم استودیویی گاگا، کروماتیکا (۲۰۲۰) در ۲۸ مه ۲۰۲۰ منتشر شد. این ترانه توسط گاگا، مدیسون لاو، رامی یعقوب و تدی پارک نوشته و توسط بلادپاپ و بورنز تهیه شده‌است. «آب‌نبات ترش» یک ترانه دنس پاپ، الکتروپاپ، بابلگام و دیپ هاوس با عناصر موسیقی هاوس، رقص و موسیقی الکترونیک است و اشعاری که رابطه‌ای را با آب‌نبات ترش مقایسه می‌کند.

## انتشار
انتشار این ترانه یک روز قبل از انتشار کروماتیکا توسط گاگا از طریق رسانه‌های اجتماعی وی اعلام شد.

## تاریخ انتشار
| منطقه | تاریخ      | قالب                  | برچسب     | Ref.  |
| ----- | ---------- | --------------------- | --------- | ----- |
| مختلف | ۲۸ مه ۲۰۲۰ | دانلود دیجیتال استریم | اینترسکوپ | [ ۱ ] |